# مارجان آوتیسیان
مارجان آوتیسیان (ارمنی: Մարջան Ավետիսյան؛ زادهٔ ۹ ژوئیهٔ ۱۹۸۲) یک خواننده و بازیگر سینما و تلویزیون اهل ارمنستان است. آوتیسیان از سال ۲۰۰۷ میلادی تاکنون مشغول فعالیت بوده‌است.

## تحصیلات
وی از انستیتو دولتی سینما و تئاتر ایروان فارغ‌التحصیل شده‌است.

## گزیده فیلمشناسی
- شمال-جنوب (۲۰۱۵)
- زمین‌لرزه (۲۰۱۶)
- یه‌وا (۲۰۱۷)
- مجموعه تلویزیونی فول هاوس